# Distrito de Tarn Taran
Tarn Taran es un distrito de la India en el estado de Punyab. Código ISO: IN.PB.TT.
Comprende una superficie de 2403 km².
El centro administrativo es la ciudad de Tarn Taran.

## Demografía
Según censo 2011 contaba con una población total de 1 120 070 habitantes, de los cuales 529 831 eran mujeres y 590 239 varones. Es el distrito de la India con mayor porcentaje de población sij, el 93.3%.

## Localidades
- Gharyala